# 贝妮塔·菲茨杰拉德-布朗
贝妮塔·菲茨杰拉德（英語：Benita Fitzgerald，1961年7月6日—）是美国运动员，主要参与女子100米跨栏项目。她参加了美国在1984年在洛杉矶举行的夏季奥运会，以12.84秒的时间赢得了金牌，领先雪莉·斯特朗0.04秒。菲茨杰拉德是继蓓比·迪德里克森之后的第二位夺得百米跨栏金牌的美国女运动员，也是首位获得该项目冠军的美国黑人女运动员。

## 外部連結
- 贝妮塔·菲茨杰拉德-布朗在的頁面